# Blue Beat Records
Blue Beat Records je engleska diskografska kuća koja je izdavala jamajčansku rhythm and blues (R&B) i ska glazbu 1960-ih i kasnijih desetljeća. Reputacija ju je dovela do uporabe riječi bluebeat kao generički izraz za opisivanje svih stilova rane jamajčanske pop glazbe, uključujući glazbu umjetnika koji nisu bili u svezi s ovom diskografskom kućom. 

## Povijest
Jedna je od prvih neovisnih izdavačkih kuća u UK. 
Osnovana je 1960. godine u Londonu, kao imprint Melodisc Recordsa Emila E. Shalita. Melodisc Records, osnovan u Londonu 1947. godine, specijalizirao se u izdavanju kalipsa i menta i uvozila američku jazz glazbu. Etiketa Blue Beat se fokusirala na jamajčanski blues i R&B pod utjecajem Amerike, koji se poslije razvio u ska, te je bio lansiran slijedom pozitivna odgovora u Ujedinjenom Kraljevstvu na Melodiscovo izdanje Lonesome Lover Laurela Aitkena. Shalit je stavio Sigimunda "Siggyja" Jacksona na čelo etikete, te je posljedično Jackson izabrao ime Blue Beat, za koji je rekao da je adaptacija od "It sounds like blues and it's got a great beat" (Zvuči kao blues a ima sjajan beat) ili "Blues Beat", što je očigledno bio generički izraz za jamajčansku glazbu u to vrijeme.

## Rane godine: 1960-e i 1970-e
Prvo izdanje Blue Beata bio je Boogie Rock Laurela Aitkena, koji je bio licenciran s etikete Down Beata Dade Tewarija Prepoznatljivi omot Blue Beata sa srebrnim logotipom pojavio se na trećem izdanju Blue Beata, Manny Oh Joea Higgsa i Delroya Wilsona. Blue Beat je napravila dogovore o licenciranju s većinom velikih jamajčanskih producenata i također je objavila mnoge snimke u kućnom produkciji Siggyja Jacksona, na kojima su bili glazbenici s bazom u Engleskoj kao Marvels. Čak i neki hitovi Princea Bustera uključujući Wash-Wash bili su snimljeni u Londonu, i uključeni su bili dobro poznati glazbenici iz UK kao Georgie Fame. Kuća Blue Beat objavila je oko 400 singlova i mnoštvo albuma između 1960. i 1967. Prince Buster postao je najveća zvijezda Blue Beata, skladbama kao Al Capone.
Siggy Jackson je organizirao "noć Blue Beata" u klubu Marqueeu u Londonu, a modni dodatci s Blue Beatovim logotipom postali su popularni. Mnoge ploče iz Blue Beata svirane su uz soul u plesnim klubovima poput Twisted Wheela u Manchesteru. Uz sjajan odaziv na zahtjeve crnačke karibljanske zajednice u Uk, glazba je postala asocirana s britanskom supkulturom modsa od ranih do sredine 1960-ih. Kasnih 1960-ih i ranih 1970-ih, nosači zvuka pod etiketom Blue Beata postali su traženi u zbirkama kod onih koji su ploče poput Prince Busterovog Al Caponea smatrali klasicima.
Kad je oko 1966. ska usporio na rocksteady, Melodisc je pokrenuo novu podetiketu, Fab a Blue Beat je prestao objavljivati nova izdanja poslije 1967. (premda je nastavio još nekoliko godina prodavati stara izdanja). Jackson je otišao raditi u EMI, gdje je osnovao etiketu Columbia Blue Beat. Godine 1972. Blue Beat je nakratko oživljen radi nekoliko malo poznatih izdanja poput singlova Johna Holta Ok Fred i Sad News kao i za reizdanja nekih od popularnih klasika iz kataloga Princea Bustera poput Al Capone i Ten Commandments Of Man. Nešto poslije tog desetljeća neke od tih pjesama opet su reizdane na 12"-oj singlici radi opskrbe nove mlade publike izrasle iz generacije 2 Tonea.

## 1980-e i 1990-e
Godine 1987. Buster Bloodvessel (iz 2 Tone ska revival sastava Bad Manners) i producent Ivan Healy Purvis pokrenuli su novu diskografsku etiketu imena Blue Beat Records te su licencirali Blue Beatovu tvrtku i logotip.  Etiketu se vodilo iz riječnog broda The Bloodvessel, koji je bio Bloodvesselovo stražnje dvorište u Spring Hillu. Od 1987. do 1990. po ovom etiketom objavljeno je nekoliko izdanja, među njima album Bad Mannersa Return of The Ugly. Singl Bad Mannersa Skaville UK bio je posljednji Blue Beatov singl koji je ostavio traga na ljestvicama u UK, dosegnuvši 87. mjesto 1989. godine.

## 21. stoljeće
2004. godine Siggyju Jacksonu je pristupio Marcus Upbeat (zvan i Downbeat), vođa sastava No. 1 Station sa zamišlju o pokretanju revivala etikete Blue Beata. Siggy i Marcus su zajedno objavili niz 7' singlica na etiketi stila kakav je bio Blue Beatov 1960-ih. Ova izdanja sadržavala su šest singlova No. 1 Stationa, na kojima je bio Blue Beatov veteran Eddie 'Tan-Tan' Thornton na trubi i nekoliko gostujućih vokalista, uključujući The Marvelse. Siggy Jackson je reizdao nekoliko skladbi od svojih starih izdanja, kao i po jedan singl ska revival sastava Intensified te veterana Blue Beata the Pyramidsa. Siggy je također reizdao dvije skladbe Laurela Aitkena te singl Mopedsa koji je prije izašao pod etiketom Columbia Blue Beat. Ova izdanja bila su ograničena izdanja na vinilu. Siggy Jackson s povukao iz glazbene industrije 2008. godine. Marcus Upbeat tad je kupio The Blue Beat Label da bi nastavio oživljenje te etikete.
2011. godine Marcus Upbeat registirao je Blue Beat Records Ltd da bi nastavio The Blue Beat Label. Iste godine objavio je još jedan novi 7" singl pod etiketom Blue Beata. Marcus je prihvatio rastuće i sve brže digitalno doba za Blue Beat. Primijenjen je ekskluzivni sporazum o digitalnoj distribuciji za Blue Beat te sljedećih godina nekoliko izabranih izdanja No.1 Stationa i ostalih pripravljeni su da budu dostupni za digitalno izdanje na iTunesu i ostalim uglednim digitalnim izdancima. The Blue Beat Label dobio je daljnji potisak 2019. izdanjem novog singla Marcusa UpBeata She's So Sweet na 7" vinilu i digitalnom izdanju singla pod etiketom Blue Beat, te nove mrežne stranice na kojoj su sva izdanja pod tom etiketom tijekom prošlih 60 godina uz pristanak Marcusa Upbeata na ugovor s Tipp Investmentsom za kupnju udjela u Blue Beat Records Ltd. Prema najavama dogovor je trebao biti upotpunjen tijekom travnja 2020. godine. Etiketa Blue Beat i dalje ide neovisno.

## Vanjske poveznice
- Discogs